# Asemonea flava
Asemonea flava är en spindelart som beskrevs av Wesolowska 200. Asemonea flava ingår i släktet Asemonea och familjen hoppspindlar. Inga underarter finns listade i Catalogue of Life.